# 目黒大樹
目黒 大樹（めぐろ だいじゅ、1973年4月20日 - ）は、日本の元俳優。男性。東京都出身。血液型O型。暁星高等学校卒業。

## 来歴・人物
- 父は松方弘樹（実母とは離婚）、祖父は近衛十四郎（1977年没）、祖母は水川八重子、叔父は目黒祐樹、（義理の）叔母は江夏夕子、元継母は仁科亜季子、異母弟は仁科克基、十枝真沙史、異母妹は仁科仁美、従妹は近衛はなという芸能人一家である。母は松方弘樹の最初の妻で、元祇園の舞妓で元モデルである目黒夏子。
- 1991年に映画『首領になった男』で俳優デビューしたが、2003年に松方弘樹監督の映画『OKITE　やくざの詩』出演の後、俳優を引退している。
- グリーンリバープロモーション所属の俳優の目黒大樹（1980年11月11日生まれ）とは同姓同名の別人である。

## 出演作品

### 映画
- 首領になった男（1991年） - 信吉（少年時代）
- 極道の妻たち 赫い絆（1995年） - 堂本組組員 川瀬稔
- 修羅のみち2 関西頂上決戦（2001年10月）- 廣川
- 獅子の血脈（2001年11月）- 賀川
- 荒ぶる魂たち（2002年3月）
- OKITE やくざの詩（2003年3月）

### Vシネマ
- ナニワの用心棒（1999年）
- 残侠伝説 覇王道（2002年4月）
- 修羅の群れ シリーズ（2002年）- 稲原裕之
  - 修羅の群れ 第2部 風雲編（2002年6月）
  - 修羅の群れ 第3部 完結編 大抗争列島!!（2002年7月）
- 実録・青森抗争（2002年11月）
- 実録・日本極道列伝 極道者（2002年12月）第三話「燃える眼の獣」 - 主演・圭太

### テレビドラマ
- 相棒 pre season 第1話（2000年6月3日、テレビ朝日） - 斉藤刑事
- オモヒノタマ〜念珠 壱ノ珠 念ヒ（2003年衛星劇場、2004年劇場公開）
- 恋する日曜日「ウェディング・ベル」（2003年4月6日・13日、BS-TBS）